# Fyrstendømmet Ansbach
Fyrstendømmet Ansbach (tysk: Fürstentum Ansbach), også kendt som Markgrevskabet Brandenburg-Ansbach (tysk: Markgraftum Brandenburg-Ansbach), var et rigsumiddelbart territorium i Det Tysk-Romerske Rige. Dets fragmenterede territorium lå omkring byen Ansbach i Franken i de nuværende tyske delstat Bayern. Det blev regeret af forskellige linjer af Huset Hohenzollern.